# マクロス7 トラッシュ
『マクロス7 トラッシュ』（マクロスセブン トラッシュ / MACROSS 7 TRASH）は、美樹本晴彦の漫画作品。『月刊少年エース』1994年12月号（創刊号）から2001年2月号まで連載された。全53話。単行本全8巻（新装版全4巻）。

## 概要
テレビアニメ『マクロス7』の放送開始（1994年10月16日）にあわせ、角川書店の漫画雑誌『月刊少年エース』創刊号（同年10月26日）にて連載がスタートしたサイドストーリー的作品である。同じ宇宙移民船団マクロス7を舞台とするが、広大な船団内で起こる別のエピソードという設定から、Fire Bomberら『マクロス7』の主要キャラクターや、バルキリーなどのメカはほとんど登場しない。作風も異なり、架空のスポーツ競技「トルネード・クラッシュ」を中心に、政府内の陰謀やオリジナルキャラクターたちの繊細な心情が描かれる。中盤以降の個人トーナメント戦は格闘漫画路線となる。
美樹本晴彦は『マクロス7』に「キャラクター原案」として関わる一方で、漫画家として本作を執筆した。アニメシリーズ終了後も連載は続き、ラジオドラマをまとめたドラマCDも発売された。
2009年11月・12月にはマクロス元年キャンペーンの一環として、単行本2巻ずつを収録した新装版コミックス4巻が発売された。これに合わせ、『マクロスエース Vol.003』に第1話のダイジェスト版16ページが掲載された。

## ストーリー
西暦2046年、謎の敵勢力バロータ軍と交戦を続ける第37次超長距離宇宙移民船団（マクロス7船団）において物語は始まる。退役軍人マハラ・ファブリオウは格闘スポーツ「トルネード・クラッシュ」の有力選手、シバ・御堂と出会い才能を見いだす。最初はマハラの興味が疎ましかったシバも、ライバル達と競い合うなかで前向きになり、危険な個人戦トーナメントに出場することを決意する。そのイベントには「マインドシステム」と呼ばれる新技術を巡る軍部内の陰謀が絡んでいた。
一方、シバと親しい少女エニカ・チェリーニは芸能オーディションに合格し、アイドル歌手「ミオン・フランセーズ」としてデビューする。シバとエニカは互いに好意を抱きながらも別々の道に歩みだし、それぞれの試練を経験する。

## 登場人物

### 主要キャラクター
シバ・御堂（シバ・みどう）
本作の主人公。17歳。トルネード・クラッシュチーム「スカルブラック」に所属し、「黒い爆撃機（ブラックボマー）」の異名をとる。俊敏かつトリッキーな動きと近接打撃戦を得意とする。天涯孤独な一匹狼だが「マクシミリアン・ジーナス艦長の隠し子」と噂され、才能を比較されることに内心屈折した想いを抱いている。無礼な言い草で女性陣を怒らせることが多々ある。
エニカ・チェリーニ（芸名：ミオン・フランセーズ）
16歳。スカルブラックのマネージャー。シバに恋心を寄せるが、お互いに素直ではないため口喧嘩とすれ違いを繰り返す。伝説の歌姫リン・ミンメイに憧れ、オーディションで「ミス・ミンメイヴォイス2046」に選ばれるが、歌唱力や華やかさという点では平凡。才能の限界や芸能界の厳しさに苦しむ。
マハラ・ファブリオウ
元統合軍士官（中尉）。27歳。VF-4訓練部隊の教官だった7年前、マインドシステムの事故で教え子を亡くす。それを遠因に軍を辞めたあと、パイロット候補としてシバの素質に注目し、スカルブラックのコーチに就任する。

### トルネード・クラッシュ関係者
モバード服部（モバード はっとり）
マハラの計略で、シバの好敵手としてスカルブラックに招かれた選手。実家が寺なので生真面目な性格をしており、シバとは対照的に冷静な戦い方を好む。女性に手を出すのは早いがしっかり文通からはじめる。トーナメントの対戦相手、ジェビルと接近する。
ジン・タカノ
マインドシステムのエンジニアで、マハラとともにシバを支える参謀役。かつてシバの母親、御堂醒子の下でシステムを開発したことがある。最初はシバにほぼ無関心でいい感情は持っていなかったが、彼とのつきあいを通じてシバを認めるようになる。
パシャ
エニカの代わりにスカルブラックのマネージャーとなるボーイッシュな少女。三角関係を恐れず、シバとエニカの恋仲に割り込むことになる。
ウブロ・モンターニュ
マクロス7船団の小型工場艦で、弟オリスと暮らす青年。女性と見間違うほどの容姿だが、逆上すると恐るべき戦闘力を発揮する。シバのエアブレード仲間であり、トルネード・クラッシュ個人戦に参加する。
ジェビル・ルクソール
ゼントラーディ人の少女。統合軍大佐バセロン配下の選手として、トーナメントで圧倒的な強さをみせる。モバードと出会い人間的な感情めいたものを宿すが、バセロンに負のスピリチュアを注入されて「悪魔の人形」と化す。端正な顔立ちをしているが、「悪魔の人形」と化してからは別人のごとく歪んだ顔となる。
マーヴィン
バセロン配下のゼントラーディ人で、トーナメント準決勝でシバと対戦する。ゼントラーディらしく感情がほぼないが、同僚ジュビルの心理変化には関心を示す。

### 統合軍
アブラハム・ド・バセロン
統合軍大佐。マインドシステム開発を巡り、企業との癒着で左遷された件から、マックス艦長を恨んでいる。ゼントラーディ人一派と組み、トルネード・クラッシュ個人戦を復讐の場に利用する。
ケレック・ホイヤー
統合軍中尉。バセロン大佐の部下だが、マックス艦長の密命を受け内偵を進める二重スパイでもある。マハラを献身的にサポートし、プライベートでも親密な仲になる。
マクシミリアン・ジーナス
マクロス7船団長。バセロン一派の暗躍を警戒する。以前シバの母、御堂醒子をかばっていたことから、シバの実の父親ではという噂が絶えない（その後、母を亡くしたシバの生活費を援助している）。

ミリア・ファリーナ・ジーナス
かつてパイロット養成学校の教官時代に、マハラの上官であった。

### その他
アラン・ミレネリー
やり手の音楽プロデューサー。縁故でミンメイボイスに合格したエニカに容赦なく当たるが、本物の歌手になることを期待する、あるいは自分の生き方を悟らせるための愛の鞭であることは隠している。
星丸（ほしまる）
エニカのペットの宇宙ネズミ。文字や絵を理解できるほど賢いが、シャワーを覗き、女性が構ってくれないと機嫌が悪い。

## 用語
ヘブン
シバやエニカが暮らすマクロス7船団の居住艦のひとつ。詳細は「新マクロス級超長距離移民船団#マクロス7船団」を参照。
エアブレード
未来型のインラインスケートで、ブレード部分からエネルギーを放出して宙に浮く。マクロス7市民のレクリエーションとして人気があり、競技用タイプを装着するトルネード・クラッシュが考案された。
トルネード・クラッシュ（団体戦）
ローラーゲームを思わせる格闘スポーツ。略称はT-CRASH。選手10名のチーム2組が周回トラックを走行し、エース選手が相手チームの選手を周回遅れにした数がポイントとなる。ポイントは全員を周回遅れにすれば2倍、2週遅れにすれば4倍となり、規定周回中の獲得ポイントで勝敗を決する。追い抜く際の肉弾戦が見所であり、選手交代が自由なため、シバ御堂は切り札の「潰し屋」として投入される。
トルネード・クラッシュ（個人戦）
団体戦の人気に目をつけた統合軍が主催する格闘トーナメント。シティ7市街地のコロッセオ上に特設された球形ドーム内で、1対1の勝ち抜き戦が行われる。選手はマインドシステム装備のプロテクターを装着し、マインドプレッシャー（圧力波）攻撃や打撃技でぶつかり合う。10カウントダウン、もしくはエアブレードのバッテリー切れで敗戦となる。ドーム内には密林や砂漠、雪原などの戦闘フィールドがヴァーチャル展開され、選手にはその環境を活かす戦術が求められる。
マインドシステム
人間の「感情」から生じる生体エネルギー（スピリチュア）を物理エネルギー（マインドエナジー）として抽出する装置。 シバの亡き母、御堂醒子が開発したが、バセロン一派は負の目的で軍事利用を狙っている。また、ゼントラーディ人にとっては、クローン兵器からより高位の戦闘種族へ進化する鍵となる。
ミンメイヴォイス
先の第一次星間大戦の教訓を語り伝えるため、毎年一部のファン向けに選ばれるキャンペーンガール。オーディションの課題曲はリン・ミンメイの『愛・おぼえていますか』。エニカ（ミオン）は2046年度のオーディションに合格し、トルネード・クラッシュ個人戦のイベント歌手としてデビューする。

## 単行本
角川書店より発売。括弧内は初版発売日。
- 『マクロス7 トラッシュ』
  1. ISBN 4-04-713105-9 （1995年4月26日）
  2. ISBN 4-04-713122-9 （1995年11月28日）
  3. ISBN 4-04-713142-3 （1996年6月26日）
  4. ISBN 4-04-713183-0 （1997年5月30日）
  5. ISBN 4-04-713198-9 （1997年10月29日）
  6. ISBN 4-04-713230-6 （1998年7月29日）
  7. ISBN 4-04-713293-4 （1999年7月27日）
  8. ISBN 4-04-713397-3 （2001年6月27日）
- 新装版『マクロス7 トラッシュ』
  1. ISBN 978-4-04-715331-8 （2009年11月26日）
  2. ISBN 978-4-04-715332-5 （2009年11月26日）
  3. ISBN 978-4-04-715342-4 （2009年12月26日）
  4. ISBN 978-4-04-715343-1 （2009年12月26日）

## ラジオドラマ（ドラマCD）
1996年、TBSラジオ/MBSラジオ系のラジオ番組『マクロスワールド』内でラジオドラマ4話が放送された。脚本担当は北条千夏。アニメ『マクロス7』のキャラクターも登場する。
同年9月21日にビクターエンタテインメントよりドラマCDとして発売された。型番：VICL-802。
タイトル
- 1st;TRASH ドキドキsensation
- 2nd;TRASH just happening
- 3rd;TRASH MIMAY VOICE confusion
- 4th;TRASH 少しだけsentimental

キャスト
- エニカ・チェリーニ：今井由香
- シバ・御堂：関智一
- マクシミリアン・ジーナス：速水奨
- エキセドル：大林隆之介
- ミリア・F・ジーナス：竹田えり
- マハラ・ファブリオウ：篠原恵美
- モバード・服部：三木眞一郎
- ウブロ・モンターニュ：浦和めぐみ
- オリス・モンターニュ：柊美冬
- 美保美穂：夏樹リオ
- サリー・S・フォード：岩男潤子
- Dr.千葉：園部啓一
- エルニーニョ・ガムピー：子安武人
- ハニー鈴木：梁田清之
- 熱気バサラ：林延年
- ミレーヌ・ジーナス：桜井智
- レイ・ラブロック：菅原正志